# Gustav Herrmann (Bezirkshauptmann)

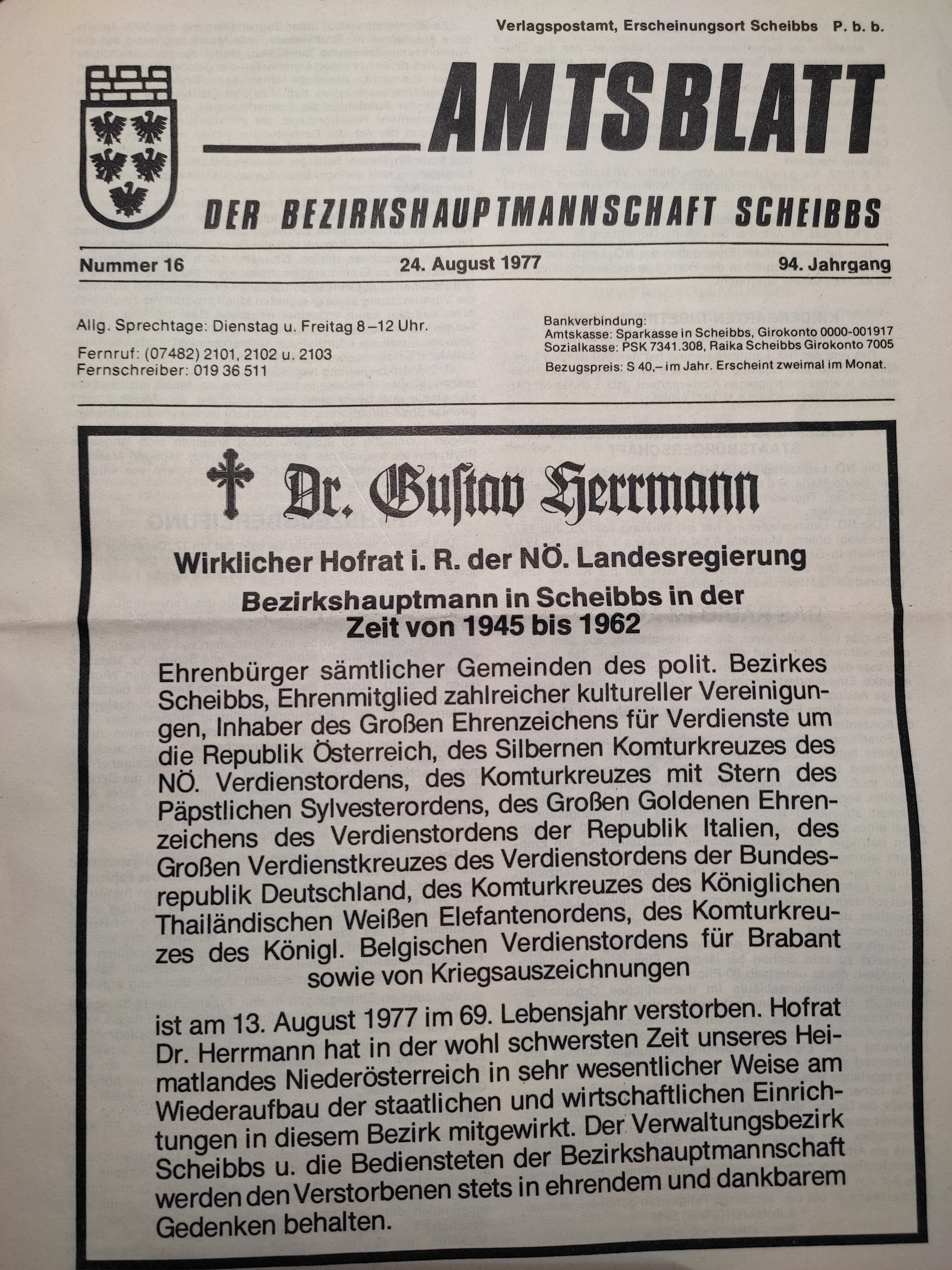
Nachruf Dr. Gustav Herrmann

Gustav Herrmann (* 3. Dezember 1908 in Przemyśl; † 13. August 1977 in Scheibbs; bis 1919 Gustav von Herrmann) war ein österreichischer Bezirkshauptmann und Wirklicher Hofrat der Niederösterreichischen Landesregierung, in der er als Leiter des Kulturreferats tätig war.

## Werdegang
Gustav Herrmann wurde 1908 in Przemyśl geboren, das damals unter der österreichischen Monarchie zu Galizien gehörte. Der überaus populäre Beamte entstammte einer alten Militäradelsfamilie in Polen.
Nach der Schulzeit absolvierte er später in Wien ein Jurastudium, das er mit einem Doktorgrad abschloss. In der NS-Zeit galt er als unzuverlässig und wurde strafweise in den Bezirk Scheibbs versetzt. Als promovierter Jurist bekleidete er das Amt des Bezirkshauptmanns von 1945 bis 1962 im Bezirk Scheibbs und von 1963 bis 1964 im Bezirk Wien-Umgebung. In seiner Funktion als Leiter der Kulturabteilung schloss er zahlreiche Verträge mit Schlossbesitzern. Kritiker warfen ihm vor, das Land dadurch schwer belastet zu haben.
Er war mit Silvia Schönfeldt, einer Tochter des Rennfahrers Heinrich Grafen von Schönfeldt, verheiratet.

## Berufliche Tätigkeiten
Gustav Herrmann war vorerst bei der Kärntner Landesregierung tätig, später im Bundeskanzleramt, bis er schließlich in den Bezirk Scheibbs kam. In der Nachkriegszeit wirkte er sehr wesentlich am Wiederaufbau der staatlichen und wirtschaftlichen Einrichtungen im Bezirk Scheibbs mit.
Nach seiner langjährigen Tätigkeit im Bezirk Scheibbs wurde Gustav Herrmann zunächst als Bezirkshauptmann für Wien-Umgebung und später als Leiter des Kulturreferats und somit als Kulturminister für das Land Niederösterreich engagiert.
Im Jahr 1945 wurde er durch damaligen Bundeskanzler Leopold Figl zum Bezirkshauptmann ernannt. Nahezu zwei Jahrzehnte später wurde er von Figl zurück nach Wien geholt, um zunächst als Bezirkshauptmann von Wien-Umgebung zu dienen und anschließend die Leitung des niederösterreichischen Kulturreferats zu übernehmen.
Als Kulturreferent (1963–1968) brachte er viele geistige Initiativen zur Entstehung. Unter seiner Führung wurden die Außenstellen des Landesmuseums ausgebaut, die internationalen Kulturkontakte erweitert und er hatte führenden Anteil am Zustandekommen der großen Ausstellung und nicht zuletzt an der Rettung der Schallaburg, die in seiner Ära vom Land übernommen wurde. Er war ein Mann mit viel Kunstsinn und war um die Erhaltung von Bau- und Kulturgütern bemüht.

## Auszeichnungen
Im Laufe seiner Zeit als Mitglied der Niederösterreichischen Landesregierung und insbesondere als Leiter des dortigen Kulturreferats wurde er mit einer Reihe von höchsten Auszeichnungen versehen, darunter u. a. die Ehrenbürgerschaft sämtlicher Gemeinden des Bezirkes Scheibbs und andere, das Große Ehrenzeichen der Republik Österreich, das Komturkreuz mit Stern des Päpstlichen Silvesterordens, das Komturkreuz des Königlichen Thailändischen Weißen Elefantenordens, das Große Goldene Verdienstkreuz der Republik Italien, der Große Verdienstorden der Bundesrepublik Deutschland, das Silberne Komturkreuz des Ehrenzeichens für Verdienste um das Land Niederösterreich, das Komturkreuz des königlich belgischen Verdienstordens für Brabant, sowie Kriegsauszeichnungen.